# Берг-бай-Рорбах
Берг-бай-Рорбах (нем. Berg bei Rohrbach) — коммуна (нем. Gemeinde) в Австрии, в федеральной земле Верхняя Австрия. 
Входит в состав округа Рорбах.  Население составляет 2647 человек (на 31 декабря 2005 года). Занимает площадь 31 км². Официальный код  —  41 308.

## Политическая ситуация
Бургомистр коммуны — Йозеф Пернштайнер (АНП) по результатам выборов 2003 года.
Совет представителей коммуны (нем. Gemeinderat) состоит из 25 мест.
- АНП занимает 16 мест.
- СДПА занимает 6 мест.
- Зелёные занимают 2 места.
- АПС занимает 1 место.